# 日產Murano
日產Murano（曾译「美人奴」，引进中国大陆生产后改名「楼兰」）是日產汽車于2002年推出的中型跨界休旅車系列。Murano這名稱來自於義大利一座叫做穆拉諾的小島，該島以精細華麗的琉璃工藝著名，日產將該名用於2002年所推出的豪華跑車型SUV上。該車系自2002年上市後至今有10年以上的歷史，期間歷經了兩代大改款，2015年底時，在台北國際車展上展出了第三代油電概念車Murano Hybrid。

## 第一代Nissan Murano
第一代NISSAN Murano於2002年12月於北美市場上市，台灣則是到2005年12月首次於台北車展上亮相。
在外觀部分，風格走粗獷且富肌肉感，相對當時SUV則屬車身較大的車款，長寬高則分別為4770mm、1880mm、1705mm，重量1,800kg，並使用了大面積鍍鉻進氣格柵，配上晶鉆式的前燈加上扁平的整體前臉線條，C柱後則有倒三角形的車窗設計，車尾則是有直條LED尾燈組及雙出尾管。
車內部分，除擁有寬敞車室空間外，該車系安裝有keyless系統，後座座椅可向後傾斜，增加後座乘客舒適度，並針對後行李廂部分，安裝有傾倒把手，讓後行李箱置物時增加便利性。
第一代Murano在車型選擇上有前驅及四驅（具有2WD/AWD/LOCK三種模式可供切換）車型，車架來源於日產的前驅中型車平臺，懸吊採用了前麥弗遜後多連桿的結構，動力部分則是使用日產VQ35DE引擎配合Xtronic CVT變速箱，最大馬力245匹，最大扭力則有34公斤米。在當時Xtronic CVT變速箱在結構上做了變化，改善了早期CVT變速箱耐用度的通病，配合大排氣量的自然進氣引擎，使整體加速感平順，且動力充沛。
從市場反應上來看，國外上市之初，從2003年的月均量4600台，成長至2005年的6200台， 過程中也獲獎無數，曾被評選為J.D. Power最受歡迎的中型SUV及獲得2003 Auto Pacific特殊成就及2003加拿大年度休旅車大獎等，可見其產品銷售力。

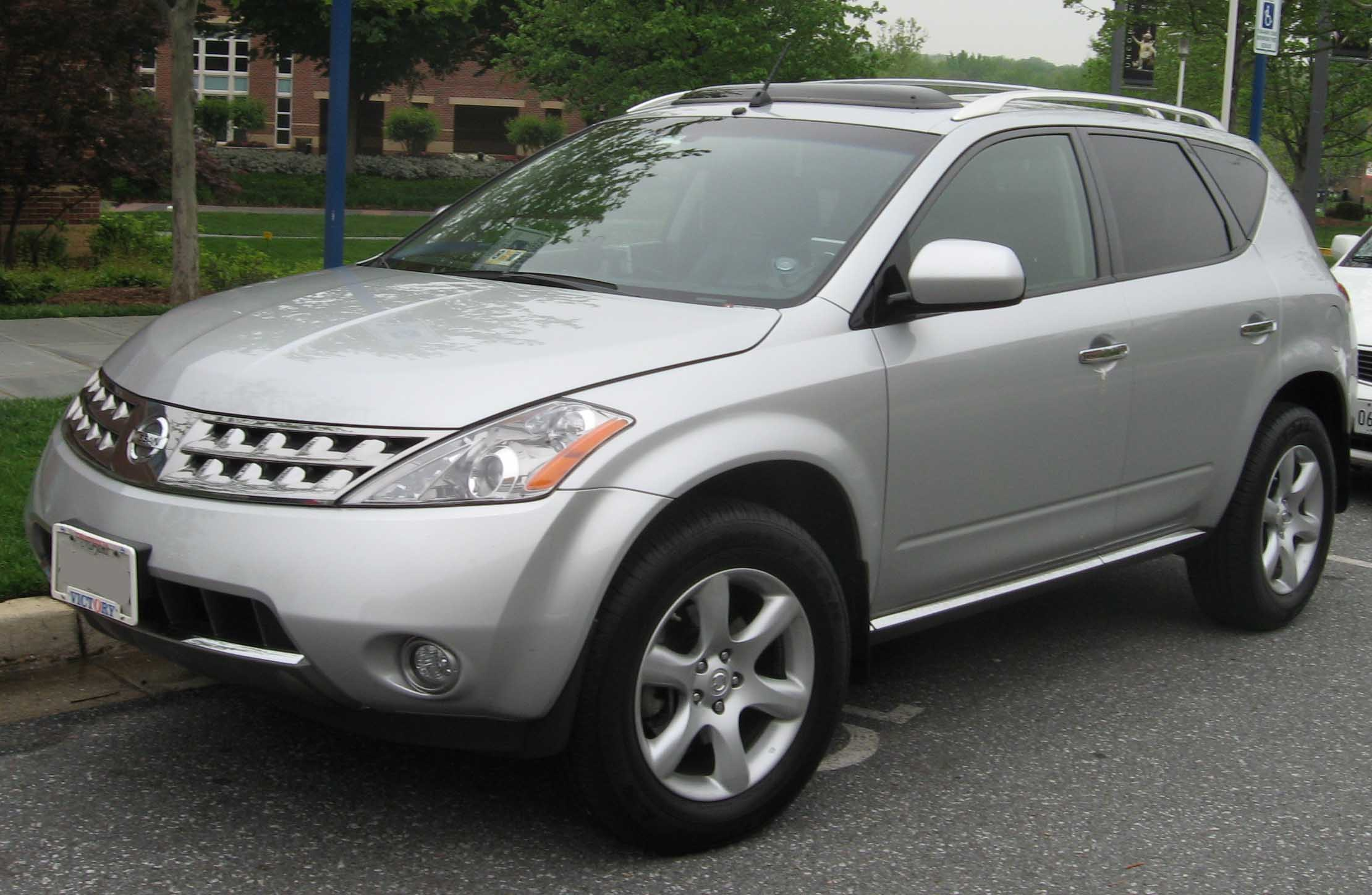
第一代Murano
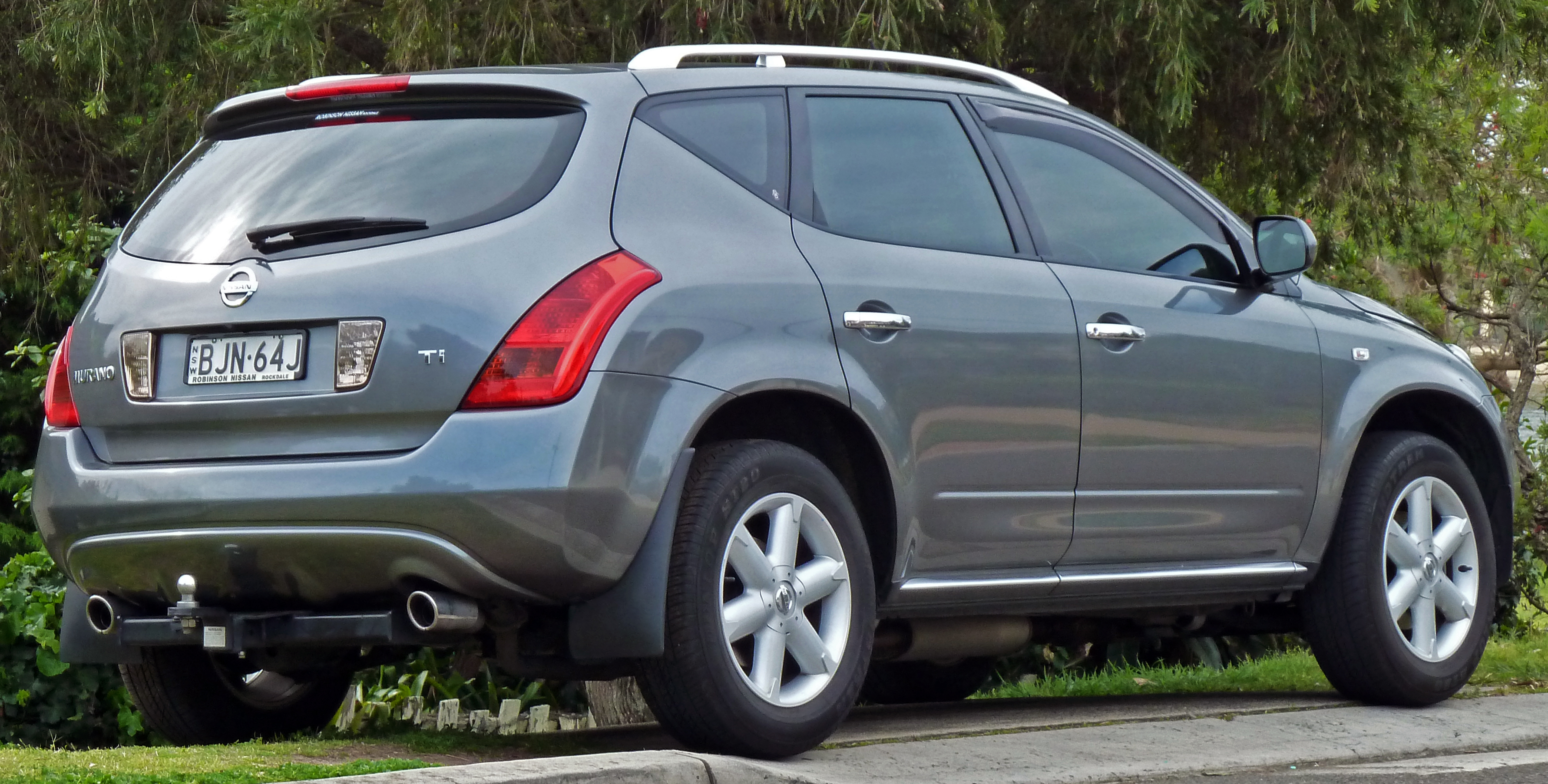
2005–2008 Nissan Murano Ti
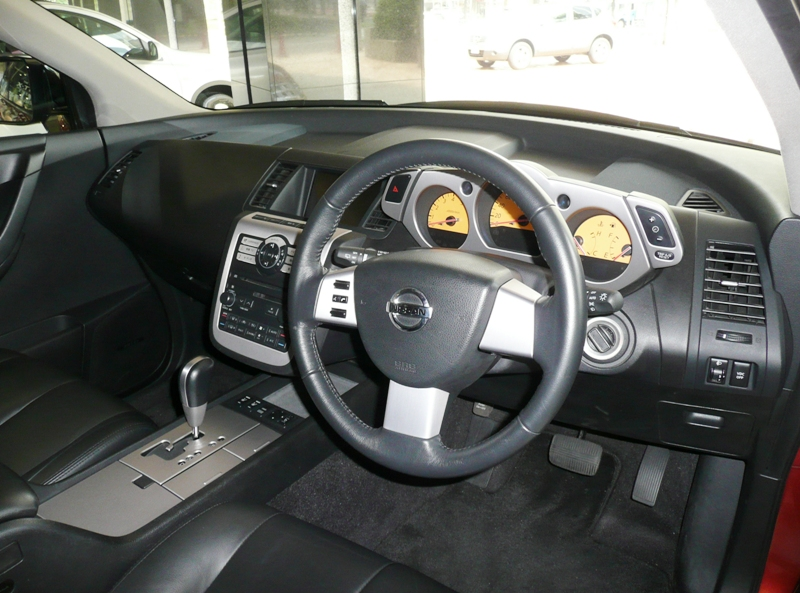
Interior

## 第二代Nissan Murano
第二代Murano最早於2007年於洛杉磯車展上展出，並於2008年1月開始販售，台灣地區則是由裕隆日產於2008年10月宣佈推出本次改版車款。第二代Murano在內部和外觀都有所變動，動力部分也有相當的增長。
車身及外觀部分，頭燈組與水箱護罩融為一體，車側則延續上一代簡潔線條設計。內飾部分，大量採用的鋁合金飾版則和深色系內裝形成強烈對比，對方向盤和儀表板也重新設計過，配備則是多了全車電動加熱座椅、電動尾門、雨滴感應式雨刷，以及倒車攝影系統等，並在後車廂新增活動式行李隔間裝置。
動力部分，第二代Murano使用和第一代相同的3.5升的VQ系列V6引擎，但不同的是經過原廠調教過後，最大馬力來到256匹，最大扭力則有34.3公斤米，並採用第二代的X-CVT變速系統，搭配Altima車型的D平台。
第二代日產Ｍurano同時提供前輪驅動與搭載智慧型四輪驅動車型，加入了車體轉向角度 (Yaw rate) 、加速度、方向盤轉向角度感知器，同時也提供了主動安全的VDC車輛動態控制系統、ASC主動穩定控制系統、TCS循跡控制系統以及BLSD煞車限滑差速器，被動安全部份則是有Zone Body車體結構、六顆環繞式智慧型輔助氣囊，以提供車主更舒適的駕馭感。

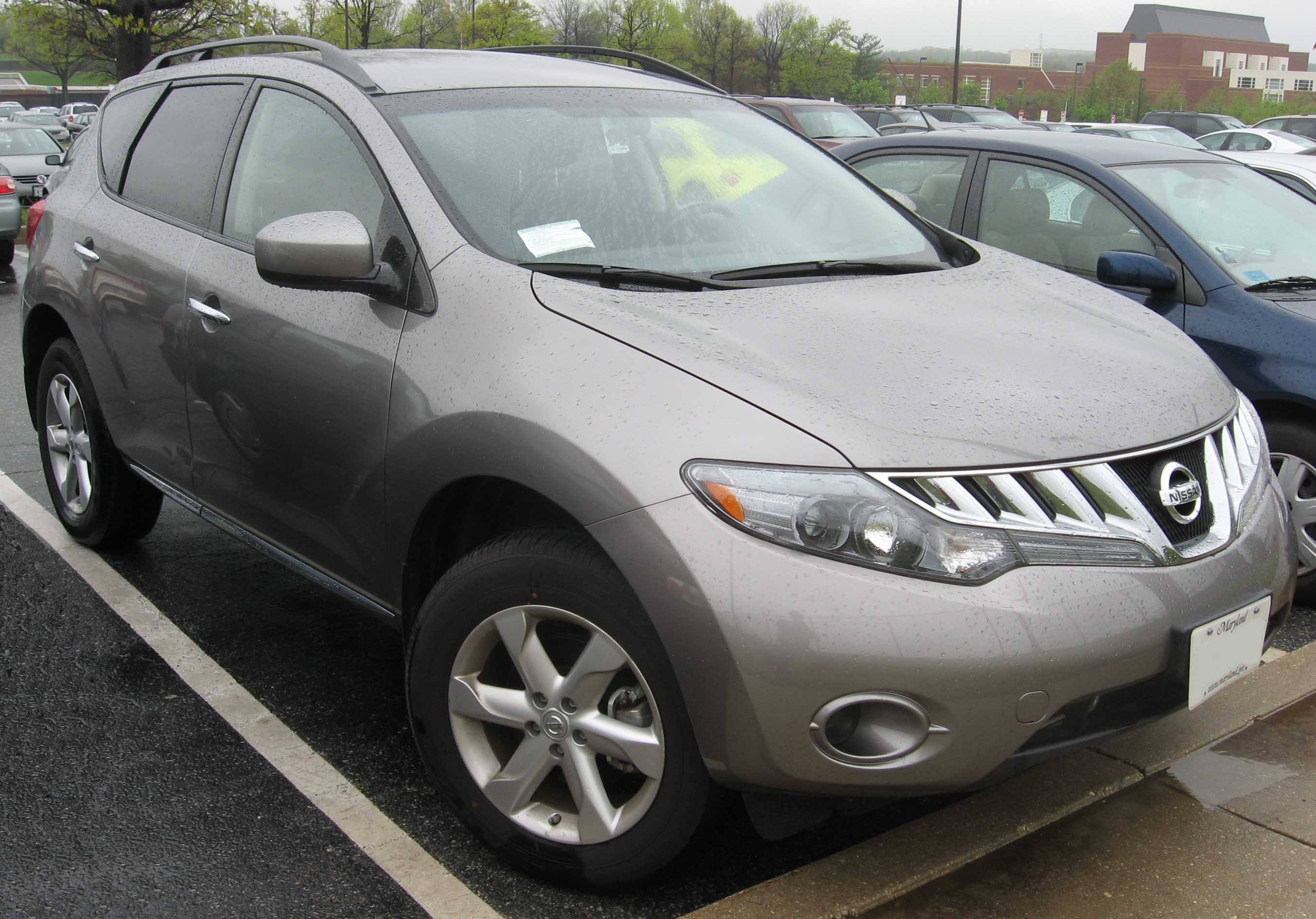
第二代Murano
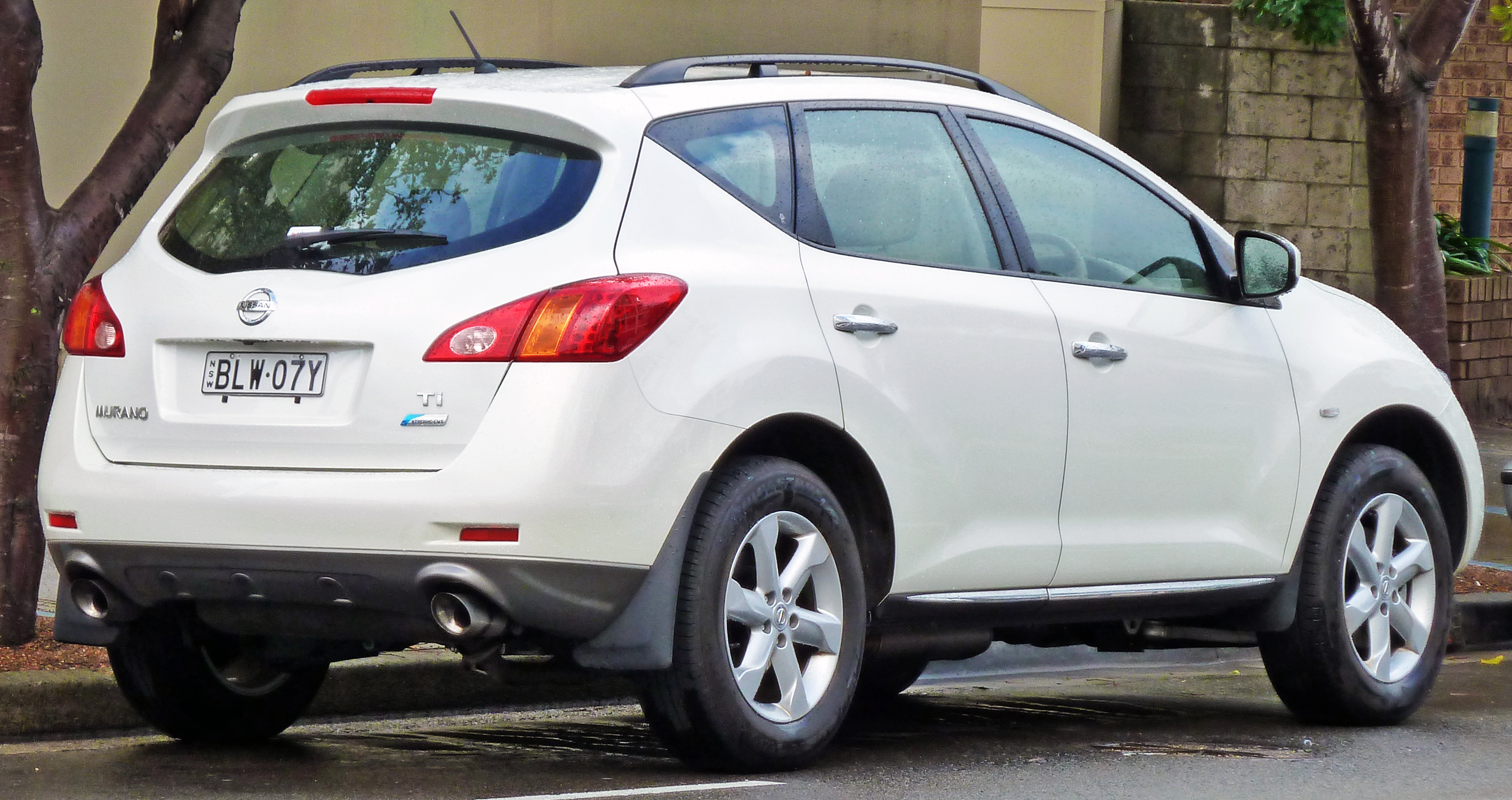
Nissan Murano Ti
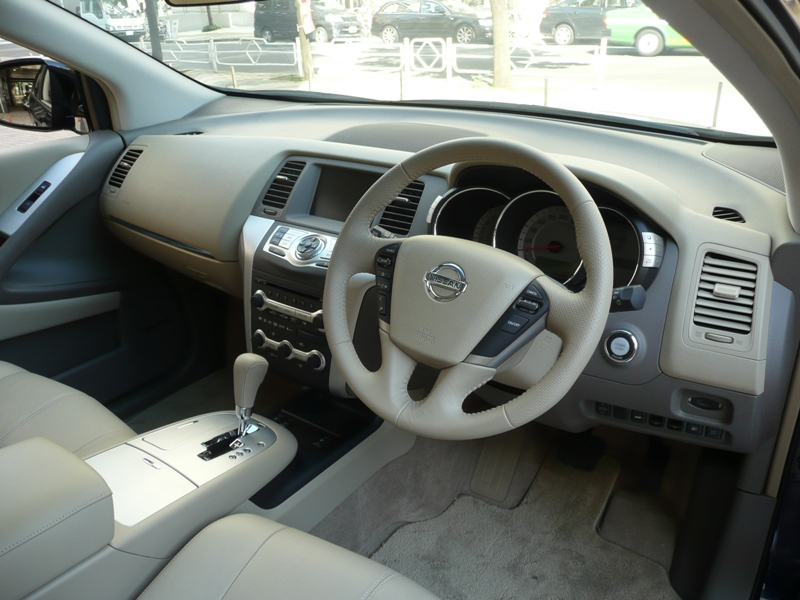
Interior
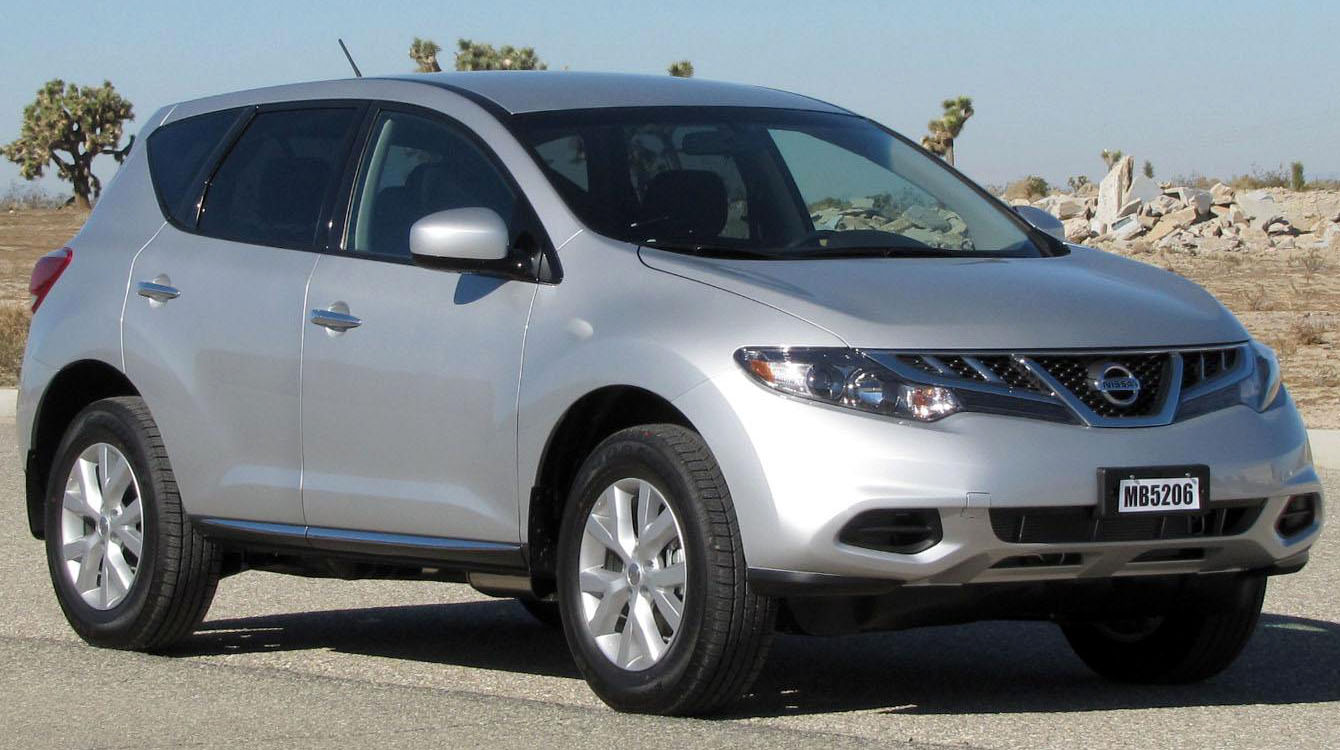
Nissan Murano S
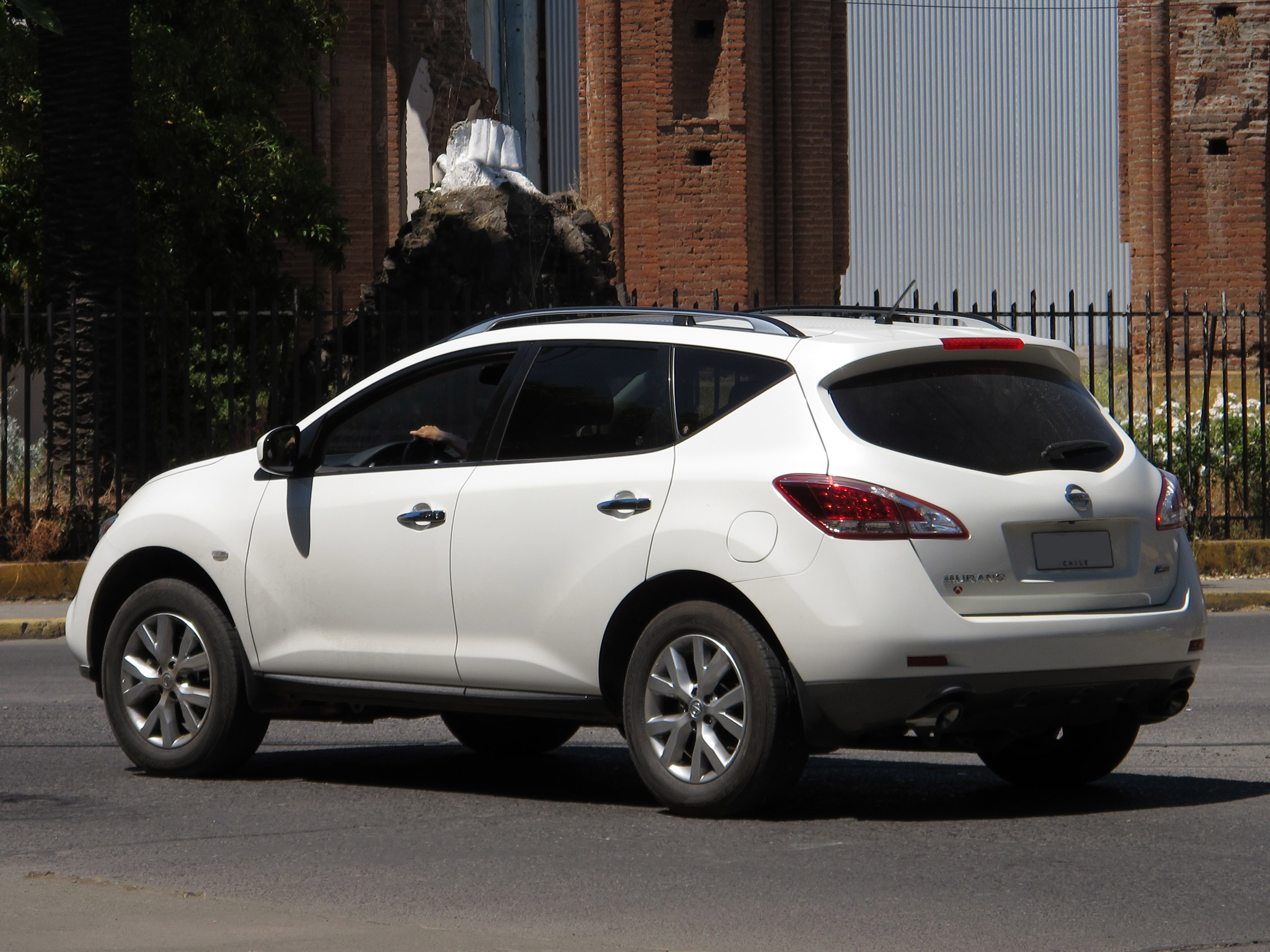
Nissan Murano LE

### Nissan Murano2010年式
2009年10月北美Nissan公開宣布Murano2010年式，本次推出切分成S、SL、LE三個級距，分別皆有前輪與四輪驅動，並依據不同車型提供像智慧型鑰匙、私密玻璃、車頂行李架、車輛防盜系統及雙片式天窗…等配備，供消費者做選擇。
本次改款，外觀與動力並未有所變動，安全性上，則是針對原先標配的6顆標準安全輔助氣囊，再搭配AABS先進安全輔助氣囊系統，包含了車前、車側窗簾式與防滾式氣囊，使被動安全更加完善。

### Nissan Murano柴油車型
Nissan針對歐洲消費者需求，於2010年7月推出Nissan Murano柴油車型，本次在柴油車型上針對外觀與動力部分皆有所更動。
外觀部分，導入Scratch Shield刮痕自體修復烤漆，原有的水箱護罩因要配合柴油引擎所需的冷卻進氣，因此將中央進氣霸面積增大，前保桿部分，則是配合兩側霧燈加入了立體線條；內裝配備上，除整合各項資訊系統外，還有Bi-Xenon氙氣頭燈、定速巡航、後座電動摺收、倒車攝影、車側攝影等配備，另可選配音響大廠BOSE所提供的11具揚聲器組合。
動力部分，使用共軌式2.5升dCi直列四缸柴油引擎，該引擎搭載可變式渦輪增壓系統，亦採用全新的電子控制而非傳統的液壓系統，其最大馬力為190匹、最大扭力則是45.9公斤米，並透過配備DPF碳微粒濾清器，使該引擎符合Euro5廢氣排放標準；傳動系統則是使用六速自排變速箱搭配ASC主動式換檔控制系統，並透過各感知器由電腦自行計算並隨時分配四輪的扭力輸出。
本次改版特別針對該車引擎運作時的NVH噪音和震動水平來做部分調整，除了將動力方向盤幫浦從鍊條帶動改為皮帶帶動外，以及新增第五支引擎腳和強化引擎室內吸音材質。

### 2011年式Nissan Murano
2010年8月北美Nissan發表2011年式Nissan Murano，台灣Nissan總代理裕隆日產則緊接著北美之後發表。本次改版重點著重在外觀及內裝部分。
在外觀上，針對水箱護罩以及前保桿做新的設計，並使用新的18吋五幅Y字型樣式的運動化鋁圈，尾燈組則是以銀白燈殼取代了原有全紅式燈殼。
內裝部分，改以白色來呈現儀表，根據不同車型，配備有電動腰靠系統、倒車攝影系統、7吋彩色螢幕、擁有自動防眩羅盤顯示功能之車內後視鏡、加熱功能方向盤，在視聽娛樂系統上也有所提升，另外還提供了雙片式電動玻璃天窗、60/40分離式可倒後排座椅與電動回復系統、加熱式座椅系統、電動尾門與9.3G Music Box車內硬碟。
除外觀以及內裝做變動外，在安全防護上，則是新增了右前方影像輔助系統，幫助駕駛更能掌握車輛右側死角部分。

## 第三代Nissan Murano
第三代Nissan Murano最早於2014年4月16日的紐約國際車展上首次亮相，同年年底在美國當地上市。後續也分別在2015年的上海車展及台北車展上展出，與過往不同的是，除了一往的3.5L油車外，特別展示了本次第三代新增的油電混和動力車款，也就是Murano Hybrid。
外觀部分，將Resonance流暢的外觀造型與內裝設計移植到第三代Nissan Murano上，搭配設有啓閉機構的水箱護罩、以及車尾上的小尾翼，降低了第三代Nissan Murano的風阻達16%，來到Cd 0.31的超低風阻值水準、媲美跑車等級。。
在內裝上，融入V-Motion元素，改善各向操縱介面，中控台減少按鍵並新增全新設計的8吋彩色觸控螢幕，儀錶中央另有一個7吋顯示幕，用以提供駕駛者各項行車所需資訊。其餘配備還包含了具有11支喇叭的BOSE音響、雙區恆溫空調、加熱式方向盤，以及比過去更大的全景天窗。
動力部分，第三代Nissan Murano使用了3.5升V6自然進氣引擎配合新式X-Tronic CVT無段變速箱，最大馬力有260匹及最大扭力33.2公斤米。與以往不同的是，在過去車款上車重過重的問題，第三代Nissan Murano的車重減輕了60公斤，配合經調校過的動力系統，讓油耗降低了20%。
安全配備部分，除了在車身四周的攝影鏡頭以及車頭與車身兩側的雷達系統外，還配有BSW盲點警示系統、PFCW前方預警系統、FEB前方警急剎車系統，CTA交叉路況警示以及智慧型巡航控制系統。

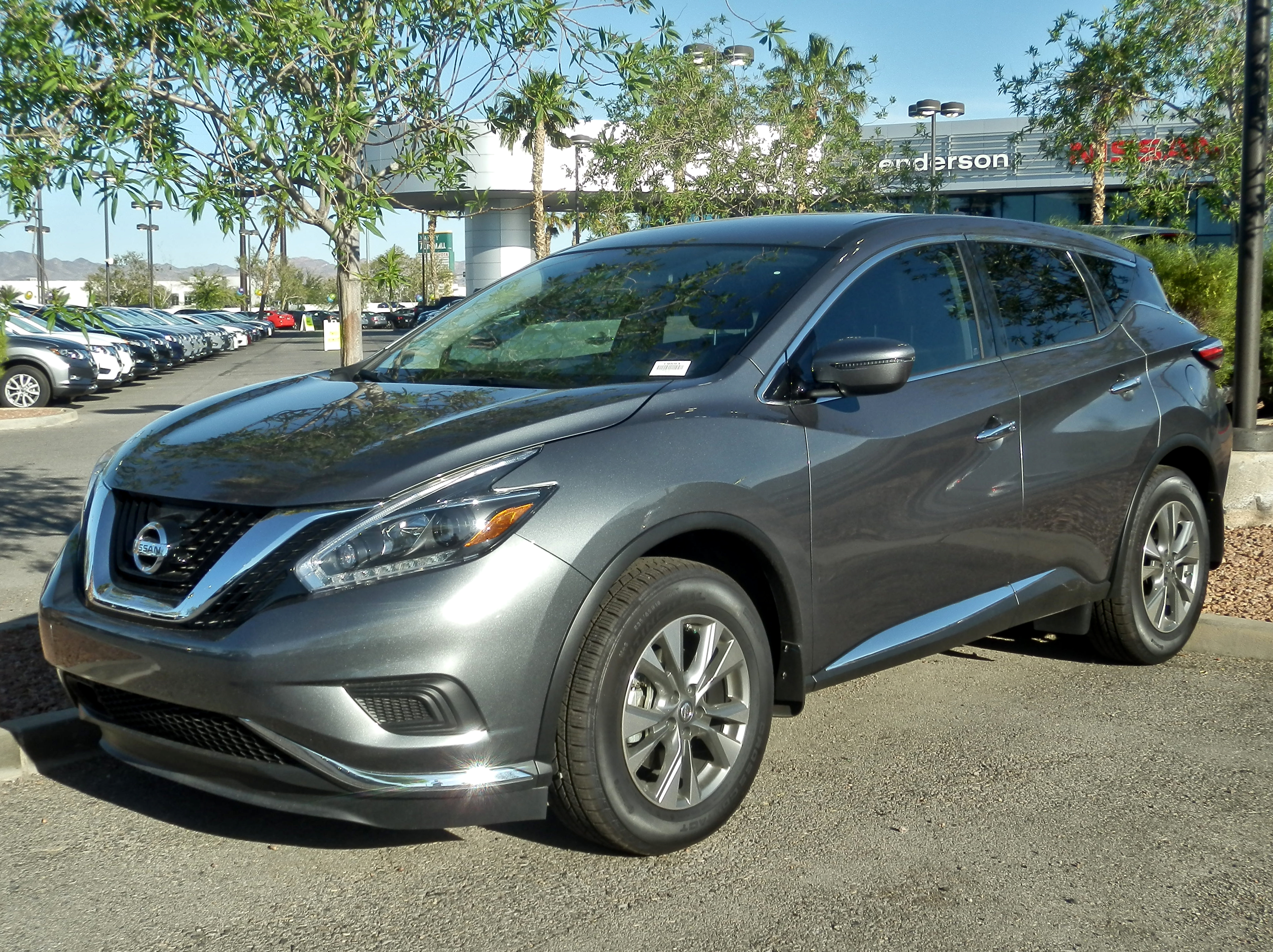
第三代Murano
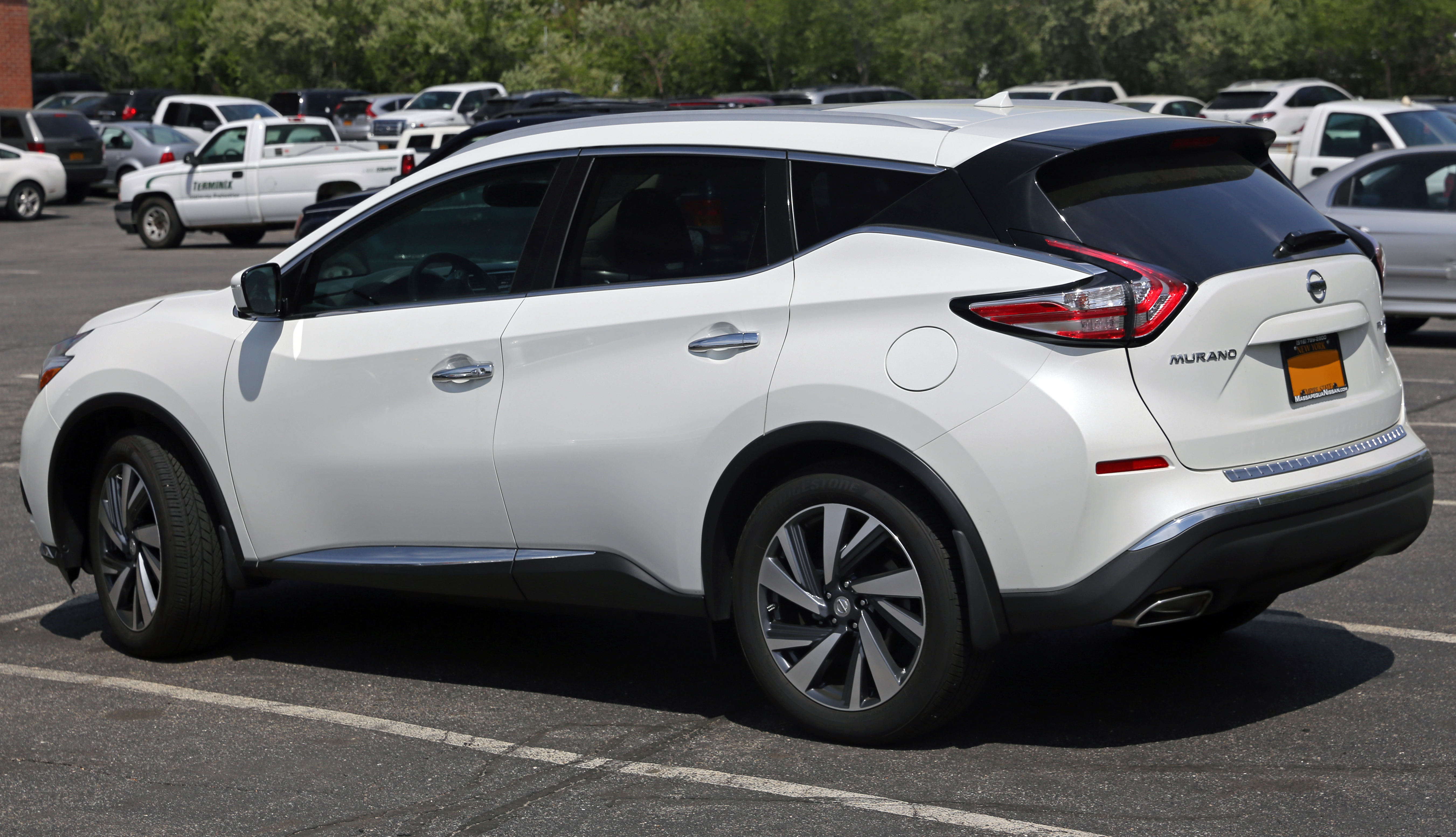
2015 Nissan Murano SV

## 外部連結
- WEBカタログバックナンバー ムラーノ（Z50型） （页面存档备份，存于）
- WEBカタログバックナンバー ムラーノ（Z51・前期型） （页面存档备份，存于）
- WEBカタログバックナンバー ムラーノ（Z51・後期型） （页面存档备份，存于）
- MURANO PRESS INFORMATION（Z51型）PDF
- ムラーノ CM情報 （页面存档备份，存于）
- ALL-NEW 2015 NISSAN MURANO （页面存档备份，存于）（Z52・北米仕様、英語）